# شاری (آگولسکی)
شاری (به لاتین: Shari) یک منطقهٔ مسکونی در روسیه است که در شهرستان آگولسکی واقع شده‌است.